# Corpus philosophorum medii aevi
Das Corpus philosophorum medii aevi ist ein von William D. Ross im Namen der Union Académique Internationale geleitetes Projekt zur Edition von philosophischen Texten des Mittelalters. Das Projekt wurde von Konstanty Michalski, dem Vertreter der Polska Akademia Nauk (Académie polonaise des Sciences) in Krakau vorgeschlagen und 1929 angenommen. Es umfasst heute die unten angegebenen, aus fremden Sprachen ins Lateinische übersetzten Autoren und Texte. Lediglich die beiden Bände zur byzantinischen Philosophie legen ausschließlich griechische Texte vor.

## Übersicht über das Projekt
Die Links verweisen auf die entsprechenden Seiten bei der Union Académique Internationale.
- 9.1  Corpus Platonicum Medii Aevi (beinhaltet Plato Latinus und Plato Arabus)
- 9.1.1 Plato Latinus
- 9.1.2 Plato Arabus
- 9/2a Aristoteles Latinus
- 9/2b Aristoteles Semitico-Latinus
- 9/3 Avicenna Latinus
- 9/4 Averrois Opera
- 9/5 Arnau de Villanova
- 9/6 Philosophorum Medii Aevi Opera Selecta
- 9/7a Philosophi Byzantini
- 9/7b Commentaria in Aristotelem Byzantina